# Askold Alexejewitsch Baschanow
Askold Alexejewitsch Baschanow (auch Bazhanov, Basanov, russisch Аскольд Алексеевич Бажанов, wiss. Transliteration Askol‘d Alekseevič Bažanov; * 21. Juli 1934 in Ristikent; † 15. Oktober 2012 in Rewda) war ein samischer Schriftsteller aus Russland.

## Leben
Baschanow wurde in der skoltsamischen Siedlung Ristikent am See Notosero in der Oblast Murmansk geboren. Er absolvierte seinen Schulabschluss an einem Gymnasium und studierte anschließend am Maxim-Gorki-Literaturinstitut in Leningrad, aber brach das Studium später wieder ab. Nach seiner Rückkehr auf die Halbinsel Kola arbeitete er zunächst als Rentierzüchter in einem Kolchos und später in der Bergbau- und Hüttenindustrie der Region.
Baschanow lebte und arbeitete bis zu deinem Tod im Dorf Rewda.

## Werke
- Solntse nad tundroi. (Die Sonne über der Tundra). Murmansk 1983. (russisch)
- Bely olen. (Das weiße Rentier) Murmansk 2008. (russisch)
  - Willkes puaz. Karasjok 1996. (kildinsamische Übersetzung)
  - Gabba. Karasjok 1996, ISBN 82-7374-299-7. (nordsamische Übersetzung)
- Стихи и поэмы о саамском крае = Verses & poems on the Saami land. Übersetzt von Naomi Caffee Berlin 2009, ISBN 978-3-932406-92-8. (russisch, englische Übersetzung)

### In Anthologien
- Johanna Domokos, Christine Schlosser, Michael Rießler (Hrsg.): Worte verschwinden / fliegen / zum blauen Licht. Samische Lyrik von Joik bis Rap. Übersetzt von Christine Schlosser (= Samica. Band 4). 1. Auflage. Skandinavisches Seminar der Albert-Ludwigs-Universität Freiburg, Freiburg 2019, ISBN 978-3-9816835-3-0 (484 S.).